# Doornpanne en Schipgatduinen

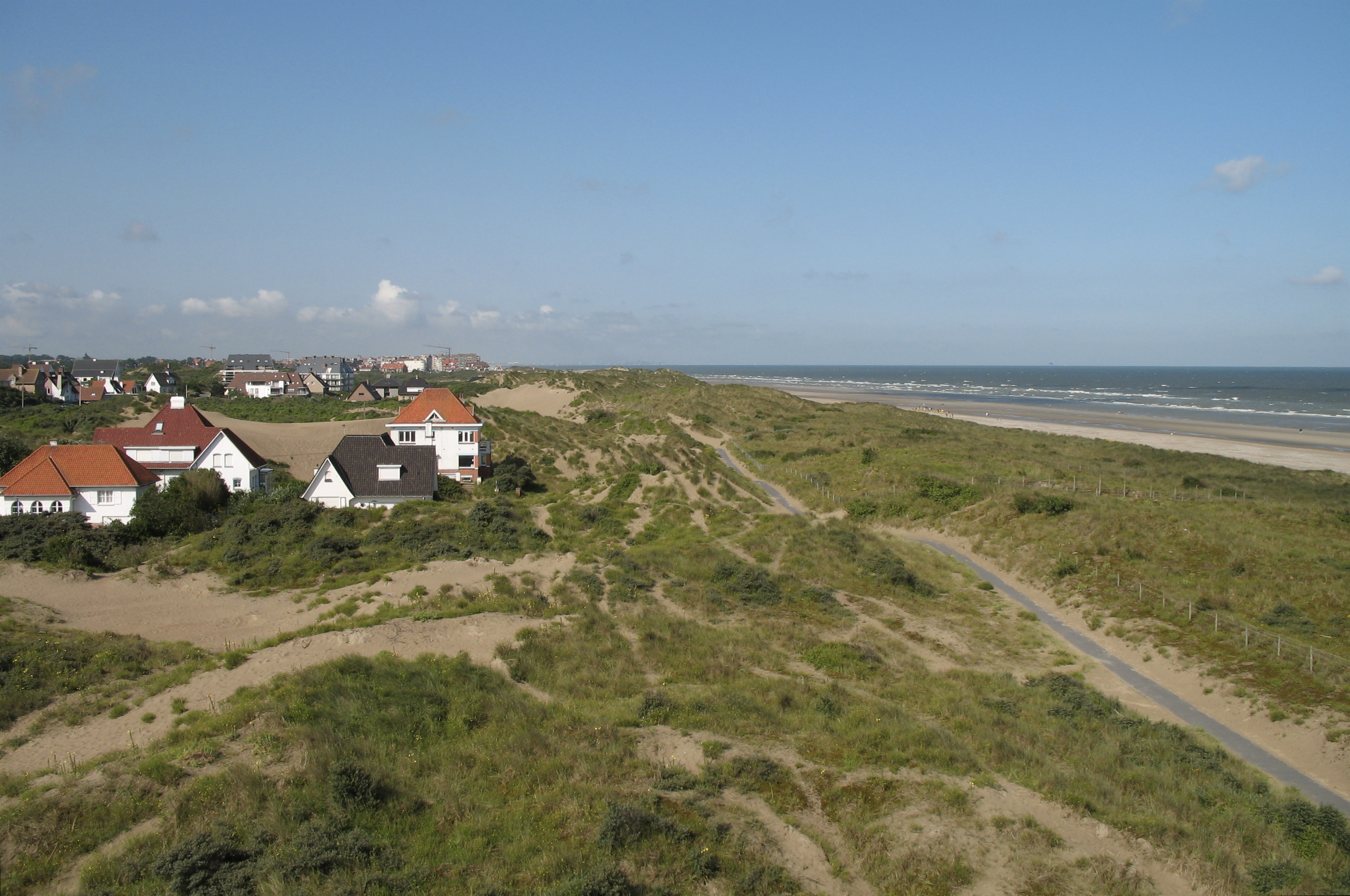
Koksijde Schipgatduinen

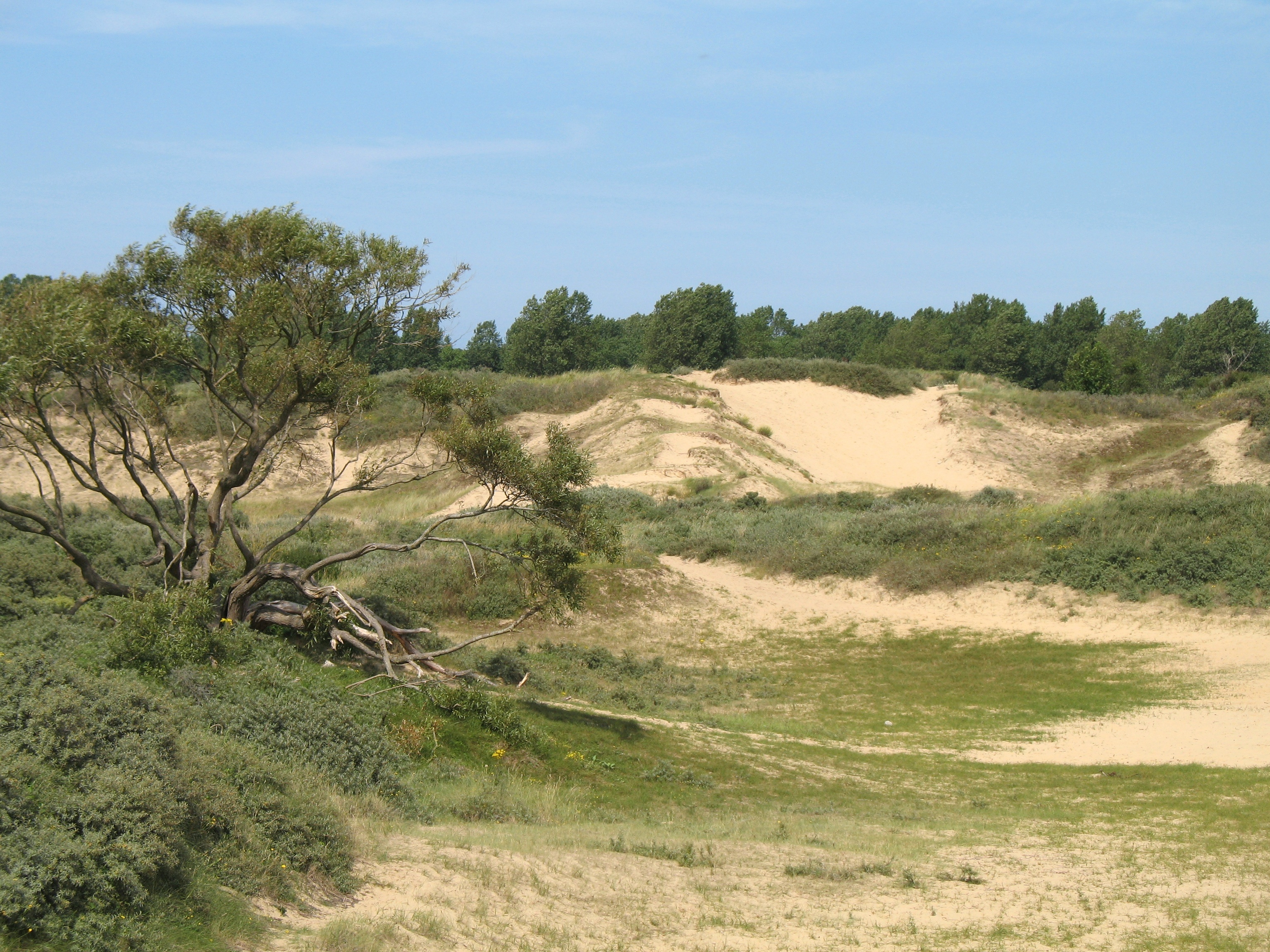
Doornpanne

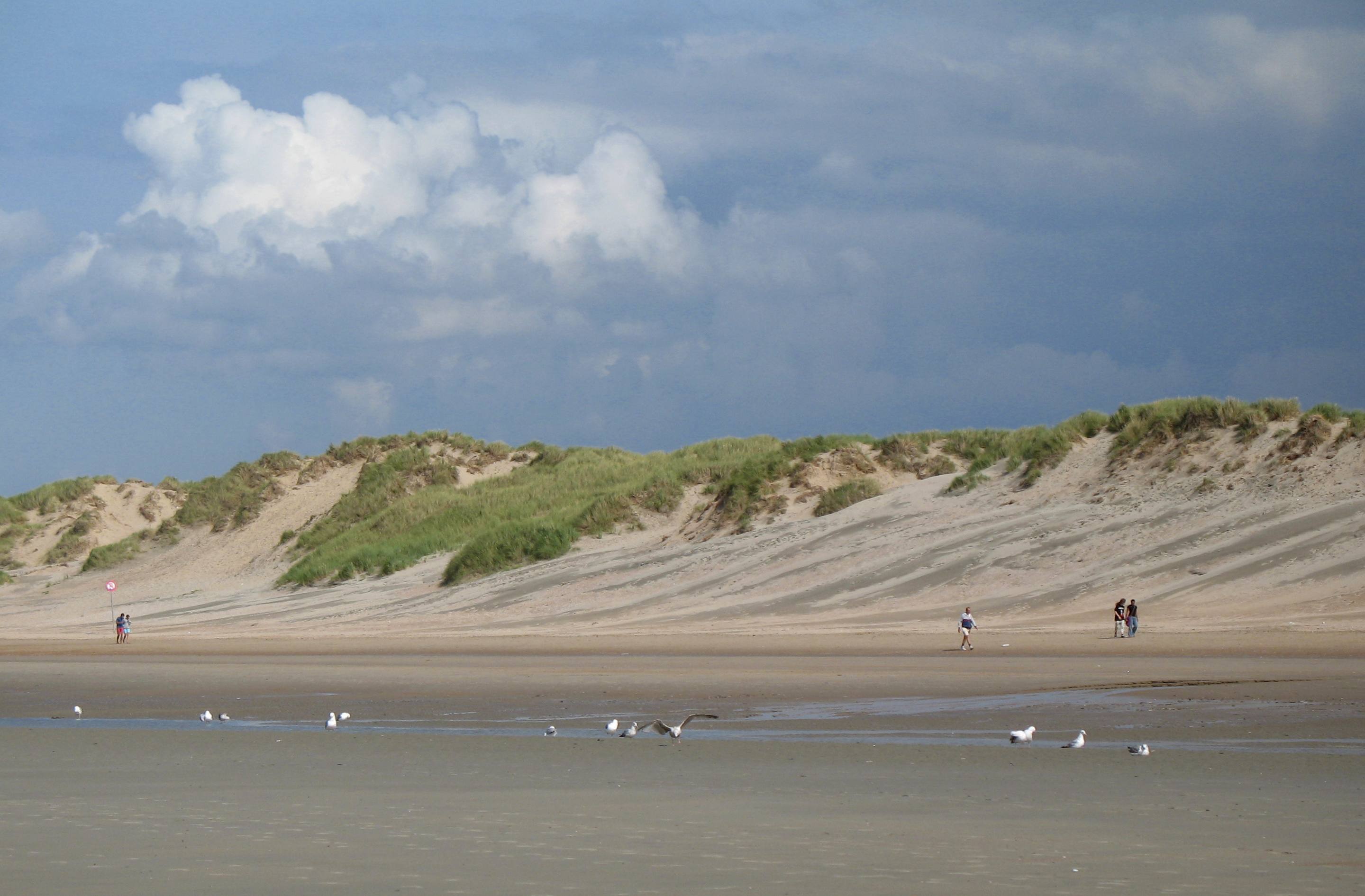
Koksijde duin

Doornpanne en Schipgatduinen is een natuurgebied in de West-Vlaamse gemeente Koksijde, gelegen tussen de bebouwing van de badplaatsen Oostduinkerke-Bad en Koksijde-Bad.
Het natuurgebied omvat de volgorde landinwaarts van strand, zeereepduinen, hier Schipgatduinen genoemd. De duinen vormen zich hier via natuurlijke processen. Verder landinwaarts zijn vastgelegde duinen, waarvan de Hoge Blekker een voorbeeld is. Het is een paraboolduin dat in de 14e - 16e eeuw gevormd is.
Het noordelijk deel van het gebied wordt doorsneden door de autoweg N34. In deze buurt liggen nog twee opvallende hotels die als boten zijn gebouwd: La Péniche en Hotel De Normandie.
De centrale laagte, de Doornpanne genaamd, was een gebied met akkertjes en weilandjes, maar werd in de jaren na 1945 een waterwingebied, waardoor het gebied verdroogde en zich struweel op de weilanden ontwikkelde. Een klein perceel aan de zuidrand toont nog de overgang van duingebied naar poldergebied.